# Mathra, Arkalgud
Mathra là một làng thuộc tehsil Arkalgud, huyện Hassan, bang Karnataka, Ấn Độ.